# Marco Rivera Miranda
Marco Rivera Miranda (Palma de Mallorca, 20 de abril de 1983) es un exnadador y dirigente deportivo español, actual presidente de la Federación de Natación de la Comunidad Valenciana y vicepresidente de la Real Federación Española de Natación. Tiene el récord nacional de 800 metros libre en piscina de 50 metros. Fue seleccionado para nadar con la selección española en los Juegos Olímpicos de Atenas 2004 y para los Juegos Olímpicos de Pekín 2008. Es considerado como uno de los mejores mediofondistas de la historia de la natación española.

## Biografía
Empezó a nadar tras estar desde muy joven practicando el atletismo. La inclusión de Marco en el mundo de la natación empezó en Palma de Mallorca a la edad de 11 años con el Club Natación Palma de Mallorca a través de los entrenadores del club Fernando Gómez-Reino y David Atienza, en un grupo de entrenamiento en el que estaban los mejores nadadores de fondo masculino de la natación española de finales de los noventa. 
Marco Rivera enseguida comenzó a cosechar éxitos en las categorías inferiores sumando títulos de Campeón nacional Infantil y Junior. Tras su paso por Palma se trasladó a vivir a la edad de 15 años (1999) a Medina del Campo, donde reside la mayor parte de su familia y a partir de ahí comenzó su meteórica carrera como nadador, entrenándose en el Centro de Tecnificación de Castilla y León de Valladolid a las órdenes de José María de la Torre y defendiendo los colores del Club Natación Gimnasio Valladolid.
Consiguió a la edad de 17 años su primer título de Campeón de España Absoluto doblegando a Frederik Hviid en 400 y 1500 metros libres y fue finalista en su Campeonato de Europa Junior. Tras un 2002 con varios títulos y mermado por una lesión, ficha por el Club Valenciano de Natación y durante la temporada 2003 cierra un acuerdo con Carlos Carnero, para entrenar a sus órdenes, técnico con el que conseguirá su mayor progresión. 
Participa en los Campeonatos del Mundo de Barcelona en 2003 siendo semifinalista junto al equipo de relevos. Marco Rivera participó en los Juegos Olímpicos de Atenas 2004 gracias a ser campeón de España de 400 y 1500 y tras conseguir la mínima olímpica. A los 21 años cumple su sueño olímpico y en el Centro Olímpico Acuático, tuvo que competir con nadadores como Ian Thorpe, Grant Hackett, Massimiliano Rosolino o Yuri Prilukov. Rivera quedó en el décimo octavo puesto en los Juegos. Participa en el Campeonato del Mundo de Montreal 2005 siendo semifinalista en 800 y 1500 libres y especializándose desde aquí en las pruebas de fondo.
El nadador español explota en 2007 al batir el récord de España de 1500 en la ciudad australiana donde se celebraron los Campeonatos del Mundo de Natación en marzo de 2007, Melbourne, con un tiempo de 15.08.95, superando en seis segundos el anterior récord que poseía Frederik Hviid, pese a lo cual no pudo clasificarse para la final, se quedó muy cerca, tan solo a tres segundos siendo decimosegundo.
En 2008 cambia de aires al Club Natación Santa Olaya. Se muda a Tenerife junto a su entrenador persiguiendo el sueño Olímpico, cosa que vuelve a conseguir ya que nada en Pekín los 1500 libres aunque sin mucha suerte para el enorme trabajo realizado esa temporada. Es cuarto en el Campeonato de Europa de ese mismo año (Eindhoven) en la prueba de 800 libres, quedándose a tan solo 3 centésimas de la medalla en una ajustadísima llegada.
Un tanto desanimado por el "fracaso" en los juegos cambia de aires en 2009 hacia la Residencia Blume en busca de nuevas motivaciones y cambia de técnico después de muchas temporadas. A las órdenes de Jordi Murio consigue en este 2009 sus mejores resultados hasta la fecha, se consolida como uno de los mejores fondistas del panorama Europeo y Mundial y también es internacional en otra disciplina olímpica, el triatlón.
En 2009 Marco consigue el Bronce en los Juegos del Mediterráneo (Pescara) en la prueba de 1500 libres, es finalista (séptimo) en el Campeonato del Mundo de Roma en verano en las pruebas de 800 y 1500 libres nadando junto a los mejores fondistas mundiales actuales como Oussama Mellouli, Zhang Lin, Federico Colbertaldo, Ryan Cochrane. También es finalista en el Campeonato de Europa de piscina corta ese invierno (Estambul) muy cerca de medalla.
Se convierte en el primer español en romper la mítica barrera de los 15 minutos en los 1500 libres con un tiempo de 14.57.47.
Bate a lo largo del año 11 récords de España completando la tabla del medio fondo español tanto en piscina corta como larga.
2010 es una año de transición en su carrera deportiva donde las lesiones y los estudios le mantienen alejado de los grandes resultados, aun así gana el Campeonato de España y consigue la mínima para acudir al Campeonato de Europa de Verano (Budapest) donde una hernia discal no localizada a tiempo merma sus posibilidades y solo consigue un décimo puesto.
En 2011 se retira de la natación y empieza una vida laboral aunque sigue practicando deporte de manera ocasional y compite en triatlones tanto nacional como internacionalmente.
Es graduado en Publicidad y Relaciones Públicas por la Universidad Intercontinental de la Empresa y trabaja en el departamento de Servicios a Bordo de Renfe.

## Palmarés
- 6 Récords de España:

-400, 800 y 1500 metros libre (en piscina de 25 y 50 metros)
- Participó en los Juegos Olímpicos de Atenas 2004 y Pekín 2008
- Internacional con el Equipo Nacional Absoluto en:

-Campeonatos del Mundo Fina: Barcelona 2003, Montreal 2005, Melbourne 2007, Roma 2009
-Campeonatos de Europa Len: Madrid 2004, Budapest 2006, Eindhoven 2008, Budapest 2010
-Juegos del Mediterráneo: Almería 2005, Pescara 2009
- Medalla de Bronce en los Juegos Mediterráneos Pescara 2009 Prueba 1500 libres
- 7º clasificado Campeonato del Mundo FINA Roma 2009 Prueba 1500 Libres
- 7º clasificado Campeonato del mundo FINA Roma 2009 Prueba 800 Libres
- 4º clasificado Campeonato de Europa LEN Eindhoven 2008 Prueba 800 libres
- 5º clasificado Campeonato de Europa LEN Estambul 2009 Prueba 1500 libres
- 8º clasificado Campeonato de Europa LEN Estambul 2009 Prueba 400 libres
- Más de 30 veces Campeón de España en diferentes categorías (Infantil, Junior y Absoluta)